# Мошерош, Иоганн Михаэль
Иоганн Михаэль Мо́шерош (Johann Michael Moscherosch, 7 марта 1601, Вильштет — 4 апреля 1669, Вормс) — немецкий сатирик.
Учился в Страсбурге, служил различным владетельным князьям Германии. Его главное произведение — роман «Диковинные и истинные виде́ния Филандера фон Зиттевальта» («Wunderliche und warhafftige Gesichte Philanders von Sittewalt»), которые он издавал частями приблизительно с 1640 года и сам переиздал в исправленном и дополненном виде (Страсб., 1642—1643). Множество изданий его «Gesichte», появившихся с чужими вставками, побудило его снова издать их, с прибавлением еще одного «Видения» (Страсб., 1650, 1665 и 1667). Образцом ему служили «Sueños» испанца Кеведо, которые он читал, как полагают, во французском переводе. В ранних произведениях строго придерживаясь этого образца и обличая адвокатов, врачей и др., он впоследствии становится вполне самостоятельным и изображает плачевное положение Германии в эпоху 30-летней войны: нравственное одичание, отсутствие национального самосознания и в особенности страсть перенимать иностранные обычаи (хотя он сам, при вторичном посещении Парижа в 1645 г., искренно удивляется расцвету тамошней культуры). Его «Gesichte» изданы под псевдонимом Филандер фон Зиттевальт (Philander von Sittewalt). Новые издания принадлежат Диттмару (4 первые «Видения», с биографией Мошероша) и Бобертагу (избранные места, в «Deutsche Nationallitteratur», Кюршнера, т. 32, Штуттг., 1884). Из других сочинений Мошероша замечательно «Insomnis cura parentum» (Страсб., 1643; нов. изд. Галле, 1893), педагогического содержания.